# Saint-Sauvant, Charente-Maritime

Saint-Sauvant este o comună în departamentul Charente-Maritime, Franța. În 1 ianuarie 2022 avea o populație de 514 de locuitori.